# Donacoscaptes obliquilineelius
Donacoscaptes obliquilineelius là một loài bướm đêm trong họ Crambidae.